# ジルゲンシュタイン
ジルゲンシュタイン (ドイツ語: Syrgenstein) は、ドイツ連邦共和国バイエルン州シュヴァーベン行政管区のディリンゲン・アン・デア・ドナウ郡に属す町村（以下、本稿では便宜上「町」と記載する）である。この町とジルゲンシュタイン行政共同体の行政庁舎はランツハウゼン地区にある。

## 地理

### 位置
この町は、バイエルン＝シュヴァーベンの北西に位置しており、バーデン＝ヴュルテンベルク州と境を接している。シュタウフェン地区にディリンゲン・アン・デア・ドナウ郡の最高地点がある。最寄りの大都市として、約 6 km の距離にギンゲン・アン・デア・ブレンツがある。

### 自治体の構成
この自治体は、7つのゲマインデタイル（村落、集落、開墾地などの小地区）からなる。
| - アルテンベルク - バルハウゼン - ランツハウゼン - マルティンスホーフ |  | - シュタウフェン - アルター・トゥルム - フィーミューレ |

この町は、ジルゲンシュタイン、ランツハウゼン、シュタウフェンの3つのゲマルクング（合併前の旧自治体にあたる地区）からなる。

## 歴史

### 前身自治体の成立まで
帝国直属のジルゲンシュタイン男爵家は、1693年からジルゲンシュタイン領
の高権と上級裁判権を、プファルツ＝ノイブルク公と共有することになった。現在この町に含まれているシュタウフェンはヴェスターシュテッテン家（後にはテュールハイム伯）の独自の所領を形成していた。バイエルン王国の行政改革に伴う1818年の自治体令によって、自治体アルテンベルクとバルハウゼンが成立した。

### 町村合併
将来的な地域再編に備えて、1970年7月1日に自治体アルテンベルクとバルハウゼンが合併し、新たな自治体アルテンベルクが成立した。この町は1971年2月1日にジルゲンシュタインと改名した。ランツハウゼンは1978年5月1日に、シュタウフェンは1980年1月1日にこれに加わった。

## 住民

### 人口推移
| 年         | 1961 | 1970 | 1987 | 1991 | 1995 | 2000 | 2005 | 2010 | 2015 | 2020 |
| ---------- | ---- | ---- | ---- | ---- | ---- | ---- | ---- | ---- | ---- | ---- |
| 人口（人） | 2626 | 2976 | 3038 | 3141 | 3381 | 3480 | 3607 | 3583 | 3658 | 3790 |

1988年から2018年までの間にこの町の人口は、3049人から3721人へ、672人、約 22 % 増加した。

## 行政

### 議会
この町の議会は16人の議員と第1町長で構成される。

### 首長
この町の第1町長は2020年5月1日からミリアム・シュタイナー (SPD) が務めている。彼は2020年3月29日の町長選挙決選投票で 58.0 % の支持票を獲得して町長に選出された。彼の前任者は、父親のベルント・シュタイナーで、1984年5月から2020年4月まで町長を務めた。

### 紋章
図柄: 上下二分割。上部は銀地に黒い斜め帯。斜め帯の中に金色の鷲が描かれている。下部はさらに上下二分割され、その上部は赤地と銀地に左右二分割されている。最下部は青地で、胸壁を戴く金の塔が描かれている。

## 文化と見どころ

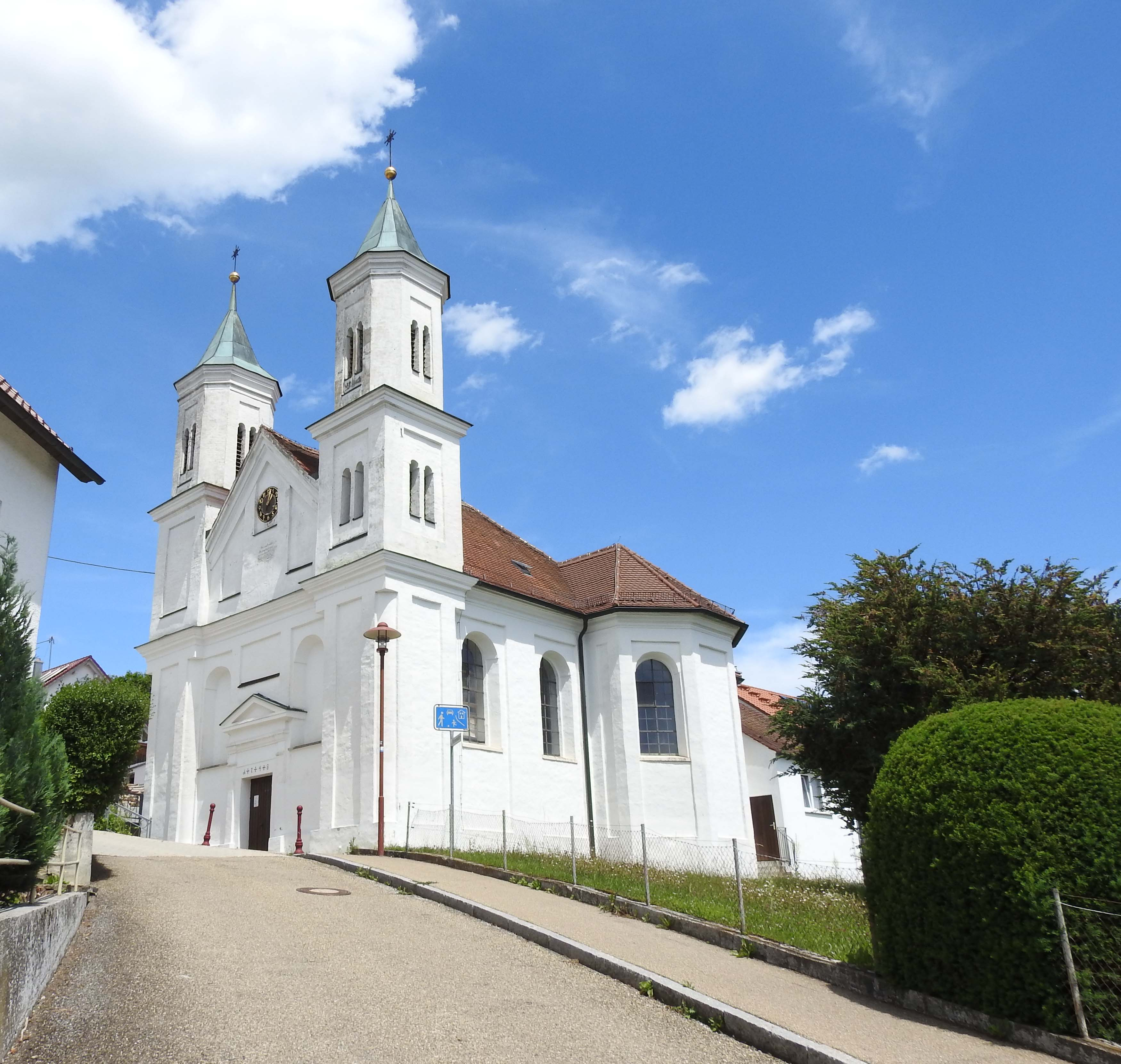
使徒聖ヨハネ教会

### 建築
- アルテンベルクのカトリック教区教会 使徒聖ヨハネ教会。1765年完成。
- アルテンベルク城館: 1361年から1637年までヴェスターシュテッテン家が所有し、その後ジルゲンシュタイン家（ジュルゲン家とも）の所有となった。ジルゲンシュタイン家はザンクト・ガレン修道院のアルゴイ地方（ドイツ語版、英語版）のミニステリアーレで、ジルゲンシュタイン城を拠点としていた。彼らは1693年頃に現在の城館を建設した。この城は1798年にエッティンゲン＝ヴァラーシュタイン侯（ドイツ語版、英語版）に売却された。1982年にバイエルン州が獲得したが、1986年にリヒテンシュタイン公子妃クロチルデに売却された[11][12]。
- シュタウフェンのカトリック教区教会 聖マルティン教会
- シュタウフェンの小城、16世紀建造
- シュタウフェンのクリンゲン広場（クナイプ施設）
- ブローセンシュタウフェン城の塔の遺構

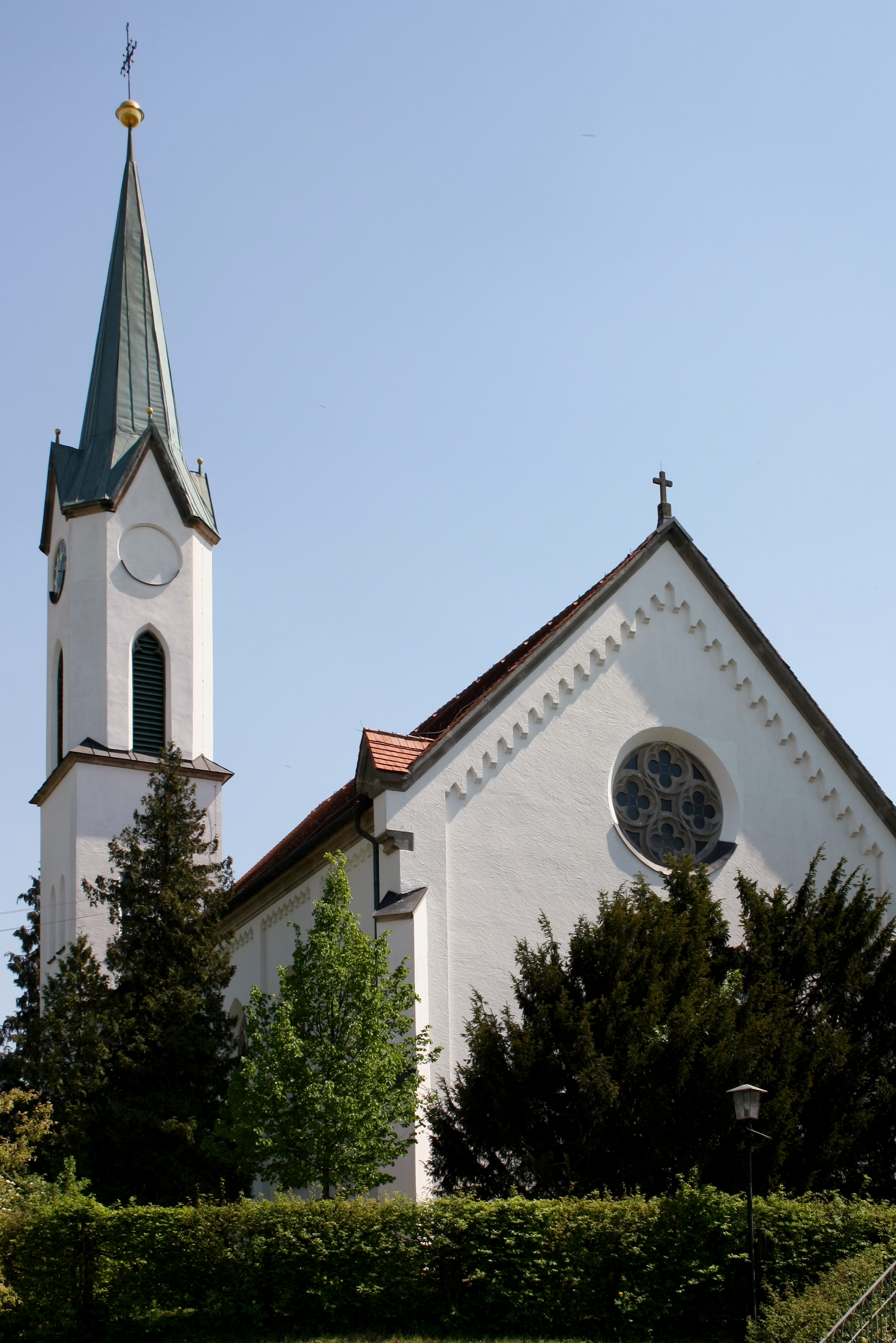
聖マルティン教会

## 経済と社会資本

### 経済
公式統計によれば、2022年現在ジルゲンシュタインでは、製造業に143人、その他の業種に393人の社会保険支払い義務のある労働者が働いている。この街に住む社会保険支払い義務のある労働者は1710人である。2020年には農家が12軒あり、農業用地の面積は 294 ha で、このうち168 ha が農耕地、126 ha が牧草地などの緑地である。
2022年の税収は 4,236,000ユーロで、このうち 1,115,000ユーロが産業税であった。

### 教育
この町には以下の教育施設がある（2023年現在）。
- 児童教育施設 2園: 定員149人に対して、138人が在籍している[17]。
- バッハタール基礎課程学校ジルゲンシュタイン＝バッハハーゲル